# Hedleyella maconelli
Hedleyella maconelli är en snäckart som först beskrevs av Reeve 1853.  Hedleyella maconelli ingår i släktet Hedleyella och familjen Caryodidae. Inga underarter finns listade i Catalogue of Life.